# Milton Reyes Reyes
Milton Alfredo Reyes Reyes (Daldal, Riobamba, Provincia de Chimborazo, 1937-Quito, 12 de abril de 1970) fue un dirigente estudiantil ecuatoriano asesinado durante el gobierno de José María Velasco Ibarra

## VIDA FAMILIAR
Milton Reyes nació en Daldal, una comunidad del Cantón Riobamba, Provincia de Chimborazo, el 23 de septiembre de 1937, según datos del Registro Civil de Ecuador, sitio en el que su tía Lastenia Reyes y su marido Belisario Bejarano tenían una hacienda llamada La Esperanza. Fueron sus padres Matilde Reyes Vallejo, y Carlos Alfredo Reyes Cajas. Sus estudios primarios los hizo en la escuela Simón Bolívar, y la secundaria en el colegio Pedro Vicente Maldonado, de Riobamba.
Tuvo cinco hermanos, Carlos, Gustavo y Holger Reyes Reyes, con quienes compartió su pensamiento político, y Victoria y Cumandá Velasco, hijas del primer matrimonio de su madre, Matilde, a quien en la familia se le conocía como "Matuquita".

## VIDA ESTUDIANDIL
En el colegio de Pedro Vicente Maldonado, comenzó su actividad política como presidente del Círculo Estudiantil y fundó el periódico "Plus Ultra" . Opositor del gobierno socialcristiano de Camilo Ponce Enríquez, en la secundaria realizó manifestaciones contra este gobierno, incluyendo una protesta contra el cobro de los derechos de examen en 1957 y el no pago del sueldo atrasado a los maestros del país.
En 1962 inicia la universidad en la Facultad de Arquitectura, pero una vez que es detenido por participar en la Guerrilla del Toachi, tiene que abandonar su carrera. 
En 1967 ingresa a la Universidad Central del Ecuador a la carrera de sociología.

## VIDA POLÍTICA
A finales de los años 50 participa en la fundación de la Unión Revolucionaria de la Juventud Ecuatoriana (URJE) junto con otros cincuenta jóvenes ecuatorianos; y luego funda el Partido Comunista Marxista Leninista del Ecuador PCMLE.
Entre 1963 y 1964 forma parte del proyecto de la guerrilla del Toachi para iniciar la lucha armada que fracasó, siendo detenido por tres meses en el Penal García Moreno acusado de subversión, junto con sus hermanos mayores Carlos, quien entonces se desempeñaba como abgodado privado, y Gustavo, como pequeño empresario. 
Su hermano Holger, entonces de 16 años, también estuvo en la guerrilla por lo que, a pesar de ser menor de edad fue detenido en el mismo penal. A cargo del estudio jurídico del doctor Carlos Reyes, quedó su madre, Matilde, lugar desde el cual junto con abogados afines a su causa impulsaron la salida del penal de los cuatro hermanos, así como la expatriación de Milton Reyes hacia Chile. Desde ese país, viajó a la República Popular de China en un periplo que duró alrededor de cinco meses, pasando por España, Italia y Suiza, país en el que viajó en avión desde Zurich hasta Beijing, dado que cualquier vuelo a China estaba proscrito en Ecuador. 
En China estuvo aproximadamente un año y medio, hecho que para entonces era considerado subversivo puesto que se consideraba que todo aquello que viniera del comunismo era políticamente incorrecto, especialmente durante el tiempo del gobierno de facto denominado la Junta Militar 1963-1966, espacio en el que las libertades y derechos civiles de los ecuatorianos fueron severamente reprimidos.
En 1967 reingresa a la Universidad Central del Ecuador como estudiante de sociología, llegando al año siguiente a asumir la presidencia de la Federación de Estudiantes Universitarios del Ecuador FEUE-filial Quito. Sería en esa dirigencia, cuando estando en una protesta contra el gobierno de José María Velasco Ibarra el 9 de abril de 1970, donde se presume fue arrestado por fuerzas policiales y torturado. El 12 de abril, su cuerpo sería encontrado en la quebrada la chilena en el barrio de San Juan de la ciudad de Quito, lugar en el cual existe una pequeña plazuela en su honor, en el barrio de San Juan.
El 11 de abril, después de haber sido desaparecido, su cadáver fue trasladado a la morgue de la Policía Nacional, donde los funcionarios se negaron a entregar sus restos, que develaban graves secuelas de tortura, por lo que tuvo que ser sacado a la fuerza por los estudiantes y sus hermanos mayores, quienes lo trasladaron al Teatro Universitario donde sería velado y enterrado en el patio de la Facultad de Jurisprudencia de la Universidad Central.

## REFERENCIAS
1. 1 2 3  «Un joven llamado Milton Reyes». www.revistarupturas.com. Consultado el 23 de enero de 2019.
2. ↑  «Milton Reyes». www.actiweb.es. Consultado el 23 de enero de 2019.

- Datos: Q60845699
- Multimedia: Milton Reyes / Q60845699